# Hanguana kassintu
Hanguana kassintu är en enhjärtbladig växtart som beskrevs av Carl Ludwig von Blume. Hanguana kassintu ingår i släktet Hanguana och familjen Hanguanaceae. Inga underarter finns listade.